# Zračna luka „Ruđer Bošković”
Zračna luka Ruđer Bošković jedna je od devet zračnih luka u Hrvatskoj. Nalazi se u Čilipima, 22 kilometra od Dubrovnika.

## Povijest
Prvotno je izgrađena 1936. u naselju Gruda u Konavlima. Promet je zbog Drugog svjetskog rata jedno vrijeme bio zaustavljen, a 1960. zračna je luka premještena na današnje mjesto, pored mjesta Čilipi. Tijekom srpske agresije na Hrvatsku zračna je luka u potpunosti razorena, a imovina (oprema i signalizacija) opljačkana i odvezena u Crnu Goru te postavljena u zračne luke Tivat i Podgorica. Šteta na zračnoj luci bila je procijenjena na 180 milijuna kuna.
Nakon oslobođenja dubrovačkog područja u listopadu 1992. zračna je luka osposobljena za promet, te je unatoč razorenoj i opljačkanoj pristanišnoj zgradi otvorena 10. prosinca 1992. slijetanjem zrakoplova pristiglog iz Zagreba. Uslijedila je obnova pristanišne zgrade koja je završena 19. travnja 1995. kada je obnovljenu zračnu luku svečano otvorio ministar prometa, pomorstva i veza Ivan Mudrinić, uz nazočnost drugih hrvatskih i stranih uglednika, uključujući i predstavnike diplomatskog kora. Otvaranje je zasjenio napad srpskih terorista iz okupirane istočne Hercegovine, koji je oko 11.15 prekinuo govor premijera Nikice Valentića. Haubička granata od 122 milimetra pala je na pistu, na udaljenosti oko 150 metara od mjesta gdje je u tijeku bila svečanost. U napadu nitko nije stradao, ali su geleri oštetili Vladin zrakoplov. Vođa istočnohercegovačkih Srba, Božidar Vučurević, komentirajući napad izjavio je za beogradske novine Vreme, među ostalim, „da nikad neće biti mirnog života u Dubrovniku”.
Obnova je trajala do 2006. godine. 
Prvi izravni let (Boeing 767-300ER) iz SAD-a 8. lipnja 2019. stigao je iz Philadelphije u Dubrovnik nakon 28 godina. To je prvi izravni let koji povezuje Dubrovnik sa SAD-om. Naime, još 1991. godine Dubrovnik i SAD je povezivala zračna linija na kojoj je operirao u međuvremenu propali Pan American. Zrakoplovi koji lete prema Dubrovniku su u vlasništvu American Airlinesa i lete prema Dubrovniku iz Philadphijske zračne luke koja je najveće čvorište te aviotvrtke na istočnoj obali SAD-a. Letovi iz oba smjera će ići do rujna 2019. čak tri do četiri puta tjedno.

## Promet
Dubrovačka zračna luka je nakon Zračne luke „Franjo Tuđman” i Zračne luke Split, treća najprometnija zračna luka u Hrvatskoj, a najuspješnija prema broju putnika po jednom zaposleniku (3.200 putnika na jednog zaposlenika). Rekordni promet zabilježen je 1987. godine kad je kroz dubrovačku zračnu luku prošlo 1.460.354 putnika i 2.490 tona tereta.
U srpnju 2014., kroz dubrovačku zračnu luku po prvi put u povijesti prošlo je preko 300 tisuća putnika, a u kolovozu 2014. je ostvaren novi rekordni mjesečni promet od 317.184 putnika.
Zračna luka Dubrovnik je 2013. godine s 1.522.629 putnika ostvarila novi rekordan promet u povijesti ove zračne luke.
Pogledajte izvor upita Wikidata i izvori.

## Izgradnja
Terminal u Zračnoj luci Dubrovnik je drugi najveći u Hrvatskoj nakon onog u Zagrebu. Uz terminal je planirana gradnja gospodarske zone i hotela s četiri zvjezdice.
U svibnju 2010. godine u dubrovačkoj je zračnoj luci otvoren novi putnički terminal na kojeg su ugrađeni aviomostovi, čime je ova zračna luka postala jedina hrvatska zračna luka koja putnicima omogućuje suhi prijelaz iz zgrade do zrakoplova.

## Zanimljivosti
- Ispod poletno-sletne staze dubrovačke zračne luke nalazi se privlačna i od srpnja 2009. za javnost ponovo otvorena Đurovića špilja, jedinstvena krška špilja. Prema nekim procjenama stara je oko 5000 godina.[19]

- Dubrovačka zračna luka je, nakon Zračne luke Brač (541 m), druga hrvatska zračna luka po nadmorskoj visini (161 m).

## Vanjske poveznice
- Zračna luka Dubrovnik
- Zračna luka Dubrovnik Hrvatska tehnička enciklopedija, portal hrvatske tehničke baštine. LZMK